# Philophylla flavofemorata
Philophylla flavofemorata är en tvåvingeart som beskrevs av Han 1999. Philophylla flavofemorata ingår i släktet Philophylla och familjen borrflugor. Inga underarter finns listade i Catalogue of Life.